# Shorttrack op de Olympische Winterspelen 1992
Shorttrack is een van de sporten die beoefend werden tijdens de Olympische Winterspelen 1992 in Albertville.

## Mannen

### 1000 meter
| Rang   | Sporter(s)         | Land | Tijd        |
| ------ | ------------------ | ---- | ----------- |
|        | A-Finale           |      |             |
| Goud   | Kim Ki-hoon        | KOR  | WR 1:30.76  |
| Zilver | Frédéric Blackburn | CAN  | 1:31.11     |
| Brons  | Lee Joon-ho        | KOR  | 1:31.16     |
| 4      | Michael McMillen   | NZL  | 1:31.32     |
|        | B-Finale           |      |             |
| 5      | Wilf O'Reilly      | GBR  | 1:36.24     |
| 6      | Geert Blanchart    | BEL  | 1:36.28     |
| 7      | Mark Lackie        | CAN  | 1:36.28     |
| 8      | Michel Daignault   | CAN  | 1:37.10     |
|        |                    |      |             |
| 10     | Mark Velzeboer     | NED  | kwartfinale |
| 14     | Alain de Ruyter    | BEL  | kwartfinale |

### 5000 meter aflossing
| Rang   | Sporter(s)                                                                       | Land | Tijd       |
| ------ | -------------------------------------------------------------------------------- | ---- | ---------- |
|        | A-Finale                                                                         |      |            |
| Goud   | Kim Ki-hoon Lee Joon-ho Mo Ji-soo Song Jae-kun                                   | KOR  | WR 7:14.02 |
| Zilver | Frédéric Blackburn Laurent Daignault Michel Daignault Sylvain Gagnon Mark Lackie | CAN  | 7:14.06    |
| Brons  | Yuichi Akasaka Tatsuyoshi Ishihara Toshinobu Kawai Tsutomu Kawasaki              | JPN  | 7:18.18    |
| 4      | Michael McMillen Christopher Nicholson Andrew Nicholson Tony Smith               | NZL  | 7:18.91    |
|        | B-Finale                                                                         |      |            |
| 5      | Marc Bella Arnaud Drouet Rémi Ingres Claude Nicouleau                            | FRA  | 7:26.09    |
| 6      | Nicholas Gooch Stuart Horsepool Matthew Jasper Wilf O'Reilly                     | GBR  | 7:29.40    |
| 7      | Kieran Hansen John Kah Andrew Murtha Richard Nizielski                           | AUS  | 7:32.57    |
| 8      | Orazio Fagone Hugo Herrnhof Roberto Peretti Mirko Vuillermin                     | ITA  | 7:32.80    |
|        | uitgeschakeld in voorronde                                                       |      |            |
| 9      | Geert Blanchart Geert de Jonghe Franky van Hooren Alain de Ruyter                | BEL  | 8:32.51    |

## Vrouwen

### 500 meter
| Rang   | Sporter(s)                       | Land | Tijd        |
| ------ | -------------------------------- | ---- | ----------- |
|        | A-Finale                         |      |             |
| Goud   | Cathy Turner                     | USA  | OR 47.04    |
| Zilver | Li Yan                           | CHN  | 47.08       |
| Brons  | Hwang Ok Sil                     | PRK  | 47.23       |
| 4      | Monique Velzeboer                | NED  | 47.28       |
|        | B-Finale                         |      |             |
| 5      | Marina Pylajeva                  | EUN  | 48.42       |
| 6      | Nathalie Lambert                 | CAN  | 48.50       |
| 7      | Joelia Vlasova                   | EUN  | 48.70       |
| 8      | Wang Xiulan                      | CHN  | 1:34.12     |
|        |                                  |      |             |
| 13     | Joëlle van Koetsveld van Ankeren | NED  | kwartfinale |
| 14     | Bea Pintens                      | BEL  | kwartfinale |
| 25     | Simone Velzeboer                 | NED  | voorronde   |

### 3000 meter aflossing
| Rang   | Sporter(s)                                                                          | Land | Tijd       |
| ------ | ----------------------------------------------------------------------------------- | ---- | ---------- |
|        | A-Finale                                                                            |      |            |
| Goud   | Angela Cutrone Sylvie Daigle Nathalie Lambert Annie Perreault                       | CAN  | OR 4:36.62 |
| Zilver | Darcie Dohnal Amy Peterson Cathy Turner Nikki Ziegelmeyer                           | USA  | 4:37.85    |
| Brons  | Joelia Alagoelova Natalia Issakova Viktoria Troitskaja Joelia Vlasova               | EUN  | 4:42.69    |
| 4      | Mie Naito Rie Sato Hiromi Takeuchi Nobuko Yamada                                    | JPN  | 4:44.50    |
|        | uitgeschakeld in voorronde                                                          |      |            |
| 5      | Valérie Barizza Sandrine Daudet Murielle Leyssieux Karine Rubini                    | FRA  | 4:43.32    |
| 6      | Priscilla Ernst Joëlle van Koetsveld van Ankeren Monique Velzeboer Simone Velzeboer | NED  | 4:47.21    |
| 7      | Marinella Canclini Maria Candido Katia Colturi Cristina Sciolla                     | ITA  | 4:47.31    |
| 8      | Li Changxiang Li Yan Wang Xiulan Zhang Yanmei                                       | CHN  | DQ         |

## Medaillespiegel
| Plaats | Land             | NOC    | Goud | Zilver | Brons | Totaal |
| ------ | ---------------- | ------ | ---- | ------ | ----- | ------ |
| 1      | Zuid-Korea       | KOR    | 2    | 0      | 1     | 3      |
| 2      | Canada           | CAN    | 1    | 2      | 0     | 3      |
| 3      | Verenigde Staten | USA    | 1    | 1      | 0     | 2      |
| 4      | China            | CHN    | 0    | 1      | 0     | 1      |
| 5      | Gezamenlijk team | EUN    | 0    | 0      | 1     | 1      |
| 5      | Japan            | JPN    | 0    | 0      | 1     | 1      |
| 5      | Noord-Korea      | PRK    | 0    | 0      | 1     | 1      |
| Totaal | Totaal           | Totaal | 4    | 4      | 4     | 12     |